# Hot Lips (門あさみのアルバム)
『Hot Lips』（ホット・リップス）は1982年7月5日にリリースされた門あさ美の4枚目のアルバムである。

## 収録曲

### Side 1
1. 気分はもうメンソール (4:06)
作詞・作曲：門あさ美　編曲：松岡直也
2. ルームナンバー202 (3:31)
作詞・作曲：門あさ美　編曲：松岡直也
3. 春・すとーむ (4:05)
作詞・作曲：門あさ美　編曲：松岡直也
4. 絵のない美術館 (3:18)
作詞・作曲：門あさ美　編曲：松岡直也
5. あなたリザーブ (4:02)
作詞・作曲：門あさ美　編曲：松岡直也

### Side 2
1. Every Night & Day (4:02)
作詞・作曲：門あさ美・岡本一生　編曲：松岡直也
2. とっておきMy Love (2:52)
作詞・作曲：門あさ美　編曲：松岡直也
3. 乱窓 (4:21)
作詞・作曲：門あさ美　編曲：松岡直也
4. 街路樹 (4:26)
作詞・作曲：門あさ美　編曲：松岡直也
5. ロマン遊泳 (4:38)
作詞・作曲：門あさ美　編曲：松岡直也

## スタッフ・クレジット

### 参加ミュージシャン
- 村上秀一 - ドラムス
- 高橋ゲタ夫 - エレクトリックベース
- 和田アキラ - ギター
- 土方隆行 - ギター
- 松下誠 - ギター
- ペッカー - パーカッション
- 土岐英史 - サクソフォーン
- 三島一洋 - パーカッション
- フランシス･シルヴァ - パーカッション
- Kiyoshi Yamaguchi

### 制作クレジット
- サウンド・プロデューサー - 松岡直也

## リリース日一覧
| 地域 | リリース日     | レーベル                               | 規格                      | カタログ番号 | 備考         |
| ---- | -------------- | -------------------------------------- | ------------------------- | ------------ | ------------ |
| 日本 | 1982年7月5日   | ユニオン                               | 30cmLP                    | UL-5         |              |
| 日本 | 1982年7月5日   | ユニオン                               | カセット                  | U4BC-10      |              |
| 日本 | 1985年6月21日  | ユニオン                               | 12cmCD                    | 30CH-35      |              |
| 日本 | 1990年11月21日 | コンチネンタル                         | 12cmCD                    | TECN-18056   |              |
| 日本 | 1994年10月21日 | ティー・グランドミュージック           | 12cmCD                    | TECN-15275   |              |
| 日本 | 2005年8月4日   | ヤマハミュージックコミュニケーションズ | デジタル・ダウンロード    | 74910490     | iTunes Store |
| 日本 | 2007年10月24日 | ビクターエンタテインメント             | デジタルリマスター 12cmCD | VICL-62613   | 紙ジャケット |